# 飯田裕康
飯田 裕康（いいだ ひろやす、1937年1月 - ）は、日本の経済学者、慶應義塾大学名誉教授。専攻はマルクス経済学における信用論、経済学史。マルクス経済学では正統派の流れを汲むが、その研究は実証を重視するものである。

## 経歴
1937年1月、東京都に生まれる。慶應義塾中等部、慶應義塾高等学校を経て、1959年慶應義塾大学経済学部卒業。1961年、慶應義塾大学大学院経済学研究科修士課程修了、同大学大学経済学部副手。1962年、同助手。1964年、慶應義塾大学院経済学研究科博士課程修了。1967年、慶應義塾大学経済学部助教授。1972年『信用論と擬制資本』で経済学博士。1974年、同教授。1993年-1999年、経済学部長・経済学研究科長。2002年定年退職、名誉教授。帝京大学経済学部教授。2007年、同大学を定年退職。

## 著書

### 単著
- 『信用論と擬制資本』（有斐閣、1971年）
- 『貨幣信用論』（同文舘出版、1985年）
- 『貨幣と信用の理論』（三嶺書房、1987年）

### 共編著
- 『ヒルファディング金融資本論入門』（有斐閣、1977年）
- 『経済原論』（有斐閣、1980年）
- 『現代の金融 理論と実情』（有斐閣、1992年）
- 『現代信用論の基本課題』川波洋一共編 有斐閣 1994
- 『現代金融危機の構造』（慶應義塾大学出版会、2000年）
- 『小田実の世直し大学』高草木光一共編 筑摩書房 2001
- 『ここで跳べ 対論「現代思想」』高草木光一共編 慶應義塾大学出版会 2003
- 『マルサスと同時代人たち』出雲雅志,柳田芳伸共編著（日本経済評論社、2006年）
- 『生きる術としての哲学 小田実最後の講義』高草木光一共編 岩波書店 2007

## 翻訳
- エルネスト・マンデル『後期資本主義』的場昭弘共訳 柘植書房 1980-81